# 13 à table ! 2017
Pour les articles homonymes, voir Treize à table (homonymie).
13 à table ! 2017 est le troisième recueil de nouvelles édité au profit des Restos du Cœur.

## Histoire
En 2014, les éditions Pocket s'associent avec toute la chaîne du livre afin de proposer un ouvrage publié au profit des Restaurants du Cœur. Le projet est entièrement bénévole. Sur la couverture du livre, on peut alors lire « 1 livre acheté = 3 repas distribués », précisant les bénéfices reversés à l'association. Le premier opus est publié le 6 novembre 2014. Il aurait permis de distribuer près de 1 400 000 repas, soit plus que l'objectif initial d'un million de repas.
En 2015, l'opération est reconduite. Cette fois, sur la couverture du livre on peut lire « 1 livre acheté = 4 repas distribués ». Le livre sort le 5 novembre 2015.
En décembre 2016 sort un troisième recueil,  13 à table ! 2017, contenant 13 nouvelles sur le thème de l'anniversaire.

## Les nouvelles

### Un joyeux non-anniversairedeFrançoise Bourdin
Une mère de trois enfants est abandonnée brutalement par son mari lorsque le plus jeune, Malo, a sept ans. Pour l'anniversaire des trente ans de Malo, elle espère réunir ses trois enfants. Or, Malo est marin  et voyage dans le monde entier. Il a, cependant, promis de venir. Comme les années précédentes, sa mère l'attend-elle en vain pour commencer le repas ?

### Le Chemin du diabledeMaxime Chattam
Un shérif est appelé en pleine nuit car une voiture est abandonnée sur un pont d'une route sinueuse, dangereuse et peu fréquentée. Les portières sont ouvertes mais nulle trace de ses occupants...

### Cent ans et toutes ses dentsdeFrançois d'Épenoux
Une femme belle et riche qui, toute sa vie, ne s'est souciée que d'elle-même, ne se servant des autres que pour son seul profit, invite toute sa famille pour l'anniversaire de ses cent ans.

### Le voila ton cadeaudeCaryl Férey
Un bébé est enlevé par un homme de main pour servir de cadeau d'anniversaire. Il passe de mains en mains en échange de liasses de billets. De nombreux morts émaillent le récit.

### J'ai appris le silencedeKarine Giébel
Une cardiologue est enlevée et conduite dans une demeure isolée où elle est enfermée dans une cage avec d'autres personnes, enlevées précédemment. Quel est le mobile du ravisseur ? Que va-t-il faire de ses prisonniers ?

### Tu mens, ma fille!d'Alexandra Lapierre
La famille de la baronne Irina Dalimescu s'apprête à fêter ses quatre-vingt-six ans mais ne savent pas qu'elle a en réalité cent ans. La baronne a toujours menti sur son âge réel. Elle décide de révéler la vérité pour que son anniversaire ne soit pas routinier mais un événement  exceptionnel.

### Le soleil devrait être au rendez-vous dimanched'Agnès Ledig
Un père séparé de sa femme a la garde de son fils le jour de son dixième anniversaire. Pour que cette journée soit mémorable, il veut l'emmener passer une nuit dans un refuge de montagne. Malheureusement, les conditions météorologiques ne sont pas favorables et ils restent bloqués sur une petite route par une coulée de boue. Ils se réfugient dans une ferme tenue par une femme seule.

### Accords nusdeMarc Levy
Un homme fait la connaissance d'une jeune femme qu'il a vue dans un bus. Elle vient chez lui et se met à jouer du piano seins nus. Ils se fréquentent pendant plusieurs mois, puis elle disparaît.

### Merci la maîtressedeAgnès Martin-Lugand
Une mère élève seule son fils et, comme elle a des difficultés à se réveiller, elle l'emmène toujours en retard à l'école. Or, la maîtresse lui annonce un matin que c'est son tour de préparer l'anniversaire de son fils à l'école. Le père de la meilleure copine du fils, dont la femme vient d'être mutée dans une autre ville, doit également participer. Il est donc nécessaire qu'ils se rencontrent pour organiser et préparer la fête.

### L'Échange ou Les Horreurs de la GuerredeBernard Minier
Un ancien pilote de la Grande Guerre fête ses cent treize ans. Il se souvient des combats aériens qu'il a mené en 1917, cherchant à abattre le triplan allemand de Falkenberg, responsable de la mort d'un grand nombre de ses camarades pilotes. Un jour, touché par une balle de mitrailleuse du triplan ennemi  il tente un atterrissage dans une clairière mais l'avion se retourne. Il arrive à s'extraire et pénètre dans la forêt. Falkenberg pose son avion et les deux aviateurs se rencontrent. Falkenberg est une femme !

### Les 40 ans d'un fakirdeRomain Puértolas
Un fakir fête ses quarante ans chez les gitans qui l'ont accueilli en France. Ils lui offrent en cadeau d'anniversaire un voyage en Inde pour qu'il puisse revoir sa famille.

### FuchsiadeYann Queffélec
La veille de partir en vacances avec sa fille pour fêter l'anniversaire de ses sept ans, une jeune femme constate que les quatre pneus de sa voiture sont crevés. Elle n'a pas les moyens de les remplacer. Serveuse dans un bar, elle demande une avance à son employeur, un homme qui lui fait horreur, qui n'accepterait que s'il obtient une compensation.

### LasthéniedeFranck Thilliez
Catherine a une grave anémie qui nécessite une transfusion sanguine, or son groupe sanguin, RHnull, est extrêmement rare. Nathanaël, qui possède le même groupe, donne son sang très fréquemment. Le jour de son anniversaire, il fait connaissance d'une jeune femme prénommée Lasthénie.